# 秋田仙北地震
秋田仙北地震（即1914年秋田地震，又被称為强首地震）是指1914年3月15日於當地時間在凌晨4點59分发生在日本秋田县仙北郡（今大仙市）的地震。該次地震的震级是Mj 6.4到7.1，在日本气象厅震度阶级为5。根据统计到，該次地震導致了讓当地有94人罹難，總共有324人受伤。

## 参数观测
在秋田县秋田市也观测到震度為5，为該次地震的最大震度。受到地震影响，在北海道到东海地方也都观测到震度為1的摇晃。值得注意的是，由于在当时的日本还没有对各地的地震的震度进行了全面观测，但是卻导致了讓仙北地区的震度也没有被紀录到。根据在当地建筑物的被毁壞情况来看，位于在雄物川附近的仙北郡强首村也很有可能經歷了相当於震度為7左右的摇晃。

## 損害情况
由于該次地震发生在凌晨，因此灾区的受灾调查和救援行动从当天开始迅速进行。在雄物川附近的低地和横手盆地受灾较为严重。在震中距離為30公里的秋田市称有住宅被完全摧毁。
据统计，該次地震導致了有94人罹難，總共有324人受伤。同时地震也导致了有640棟房屋全毁、有575棟半毁，另有3棟被烧毁。其中，仙北郡的受灾情况尤为突出。總共有86名罹難者和278名受伤者就出自于該处。仙北郡全毁和半毁的房屋分别为580棟和483棟。同时，烧毁的3棟房屋都位于在仙北郡。
罹難者基本上是因為房屋倒塌而導致了罹難的。震灾预防调查会成员今村明恒在1916年编写的报告中也指出，相对于640棟房屋全部倒塌，當時罹難人数较多的原因很有可能是地震发生的時候（凌晨5点時候）有大部分的人们都還在睡觉。

## 后续影响
为吸取秋田仙北地震和其他同样发生在青森县的强震的教训，在秋田县防灾会议于昭和38年（1963年）提出的秋田县地域防灾计划中将该次地震列为1种很有可能会发生在秋田县的地震模型。